# 白冠娇鹟
白冠娇鹟（学名：Pseudopipra pipra）是娇鹟科白冠娇鹟属的唯一物种。这种娇鹟不论雌雄都易于辨识。它很常见且分布非常广泛，在从哥斯达黎加到秘鲁东北部和巴西东部的广泛范围内为留鸟。传统上它被归入娇鹟属，但现在被划分为一个单型的白冠娇鹟属。它的体型很小，体长10厘米，雄性身体为黑色，有白色的可以竖起的冠羽。雌性和幼鸟呈橄榄绿色，头部和喉部呈灰色，身体下部呈灰绿色或橄榄绿色。国际自然保护联盟将其保护状况评为无危。